# Lophoplusia
Lophoplusia là một chi bướm đêm thuộc họ Noctuidae.

## Loài
- Lophoplusia giffardi Swezey, 1913
- Lophoplusia psectrocera Hampson, 1913
- Lophoplusia pterylota Meyrick, 1904
- Lophoplusia violacea Swezey, 1920